# Barry (Minnesota)
Barry – miasto w Stanach Zjednoczonych, w stanie Minnesota, w hrabstwie Big Stone.